# ريكاردو روكا
ريكاردو روكا (بالبرتغالية:Ricardo Roberto Barreto da Rocha) هو ريكاردو باريتو روبرتو دا روشا ، ولد في 11 سبتمبر 1962 في ريسيفي في البرازيل، لاعب كرة قدم برازيلي سابق، شارك مع منتخب بلاده في بطولة كأس العالم لكرة القدم 1990 و1994 .

## روابط خارجية
- ريكاردو روكا على موقع الاتحاد الدولي (مؤرشف)  (الإنجليزية)
- ريكاردو روكا على موقع قاعدة بيانات كرة القدم.إي يو (الإنجليزية)
- ريكاردو روكا على موقع ناشيونال فوتبول تيمز (الإنجليزية)
- ريكاردو روكا على موقع Soccerway.com (الإنجليزية)
- ريكاردو روكا على موقع عالم كرة القدم.نت (الإنجليزية)